# Anthony Charteau
Anthony Charteau (Nantes, 4 juni 1979) is een voormalig Frans wielrenner.

## Carrière
Anthony Charteau werd beroepswielrenner in 2001 bij wielerploeg Bonjour van manager Jean-René Bernaudeau. Na vijf jaar voor dat team actief te zijn geweest, verkaste hij in 2006 naar het Crédit Agricole-team van manager Roger Legeay, waar hij ook in 2007 reed. In 2008 en 2009 kwam Charteau vervolgens uit voor het Spaanse Caisse d'Epargne.
In 2010 keerde hij terug bij het team van Bernaudeau, dat inmiddels Bbox Bouygues Télécom was gaan heten en later werd omgedoopt naar Team Europcar. In 2010 schreef Charteau in de Ronde van Frankrijk het bergklassement op zijn naam. Dit was een verrassing, aangezien Charteau niet bekendstond als een bovengemiddeld klimmer.
Hij sloot zijn carrière af in de Tour de Vendée op 6 oktober 2013. 

## Belangrijkste overwinningen
2003
- Classique Loire-Atlantique

2005
- 6e etappe Ronde van Catalonië

2006
- Polynormande

2007
- 3e etappe Ronde van Langkawi
- Eindklassement Ronde van Langkawi

2010
- 4e etappe Ronde van Gabon
- Eindklassement Ronde van Gabon
- Bergklassement Ronde van Frankrijk

2011
- Eindklassement Ronde van Gabon
- 2e etappe Route du Sud

2012
- Eindklassement Ronde van Gabon

2013
- 4e etappe Ronde van Normandië

## Resultaten in voornaamste wedstrijden
| Jaar | Ronde van Italië | Ronde van Frankrijk | Ronde van Spanje |
| ---- | ---------------- | ------------------- | ---------------- |
| 2001 |                  |                     |                  |
| 2002 |                  |                     |                  |
| 2003 |                  |                     |                  |
| 2004 |                  | 103e                |                  |
| 2005 |                  |                     | 74e              |
| 2006 |                  | 113e                | opgave           |
| 2007 |                  | 136e                |                  |
| 2008 |                  |                     |                  |
| 2009 | 104e             |                     |                  |
| 2010 | opgave           | 44e                 |                  |
| 2011 |                  | 52e                 |                  |
| 2012 |                  |                     |                  |
| 2013 |                  |                     |                  |

| Jaar | Parijs-Roubaix | Luik-Bast.‑Luik | Ronde van Lombardije | Waalse Pijl | Parijs-Tours |
| ---- | -------------- | --------------- | -------------------- | ----------- | ------------ |
| 2001 | opgave         |                 |                      |             |              |
| 2002 | opgave         |                 |                      |             |              |
| 2003 |                | opgave          |                      | 97e         |              |
| 2004 |                |                 |                      |             |              |
| 2005 |                | opgave          |                      |             |              |
| 2006 |                | opgave          |                      |             |              |
| 2007 |                |                 |                      |             |              |
| 2008 |                |                 |                      |             | 120e         |
| 2009 |                |                 |                      |             |              |
| 2010 |                | opgave          |                      | opgave      |              |
| 2011 |                |                 | opgave               |             |              |
| 2012 |                | opgave          |                      |             |              |
| 2013 |                | 108e            |                      |             |              |